# Zofia Daszyńska-Golińska
Zofia Daszyńska-Golińska, född den 6 augusti 1860 i Warszawa, död där den 19 februari 1934, var en polsk politiker (socialist), ekonom, ekonomisk historiker, sociolog och social aktivist. Hon var senator under den andra republiken.